# FKデュクラ・プラハ
FKデュクラ・プラハ（FK Dukla Prague (チェコ語: FK Dukla Praha)）は、チェコ共和国の首都プラハを本拠地とするサッカークラブである。

## 概要
クラブは1947年にチェコ軍によりATK（チェコ語：Armádní tělovýchovný klub、軍の体育クラブの意）として創設された。1956年に、第二次世界大戦の間にナチス・ドイツの猛攻撃に耐えたスロバキアの村を記念してデュクラ・プラハと改称した。クラブはサッカー部門の他に、陸上競技、ボート、近代五種、ハンドボール、自転車などの部門を保有していた。その中で陸上競技部門からはロマン・セブルレらのオリンピックメダリストを輩出している。
サッカー部門は、これまでにチェコスロバキアリーグ優勝11回、チェコスロバキアカップ優勝9回を経験している。国際舞台においても1966-67シーズンのUEFAチャンピオンズカップ、1986-87シーズンのUEFAカップウィナーズカップで準決勝進出の実績がある。また、1960年代にアメリカ合衆国で開催されたアメリカン・チャレンジカップでは1961年から1964年に四連覇を達成し、世界で最も優秀なクラブの一つと評価された。
特に1950年代から1960年代にかけてはヨゼフ・マソプストらを擁して1961年から1964年にリーグ四連覇を達成するなど黄金時代にあった。その後も数多くのサッカーチェコスロバキア代表を輩出していた。
1989年のビロード革命による政治体制の変化はクラブに大きな環境の変化をもたらした。同じ都市を本拠地とするスパルタ・プラハが大口のスポンサーを獲得し、強化を図ったのに対し、デュクラ・プラハは共産主義政権時代のチェコ軍との密接な関係もあって企業から支援を受けることは困難であった。成績は低迷し、1993-94シーズンにリーグ最下位となり2部リーグへ降格した。
1996年にクラブは2部リーグに所属していたFCプシーブラムと合併し、1997-98シーズンに1部リーグ復帰を果たしたが、1998年にトップチームを母体とするFCデュクラと、ユースチームを母体とするFKデュクラ・プラハへ分裂した。調停の結果FCドュクラが1部リーグでプレーする権利を獲得し、FKデュクラ・プラハは下位リーグからのスタートとなった。
FCデュクラはプラハ近郊のプシーブラムへ本拠地を移し、数回の名称変更を経て2008-09シーズンに1. FKプシーブラムへと改称した。
2010-11シーズンに2部リーグで優勝し、2011-12シーズンは1部リーグへ昇格している。

## クラブ名の変遷
- 1948年 - ATKプラハとして創設。
- 1953年 - ÚDAプラハへ改称。
- 1956年 - VTJデュクラ・プラハへ改称。
- 1976年 - ASVSデュクラ・プラハへ改称。
- 1991年 - FCデュクラ・プラハへ改称。
- 1994年 - FKデュクラ・プラハへ改称。
- 1996年 - FCプシーブラムと合併してFCデュクラ・プラハへ改称。
- 1998年 - トップチームがFCデュクラとして分裂したため下部組織を主体にFKデュクラ・プラハとして再スタート。
- 2007年 - FKヤクブチョヴィツェと合併。

## タイトル

### 国内タイトル
- チェコスロバキアリーグ：11回
  - 1953, 1956, 1958, 1961, 1962, 1963, 1964, 1966, 1977, 1979, 1982

- チェコスロバキアカップ：4回
  - 1981, 1983, 1985, 1990

### 国際タイトル
- インターナショナル・サッカーリーグ：1回
  - 1961

- アメリカン・チャレンジカップ：3回
  - 1962, 1963, 1964

## 過去の成績
| シーズン | リーグ             | 試合 | 勝 | 分 | 敗 | 得点 | 失点 | 得失差 | 勝点 | 順位 | チェコカップ |
| -------- | ------------------ | ---- | -- | -- | -- | ---- | ---- | ------ | ---- | ---- | ------------ |
| 2004-05  | プラハ選手権       | 30   | 20 | 4  | 6  | 90   | 46   | +44    | 64   | 2位  | なし         |
| 2005-06  | プラハ選手権       | 30   | 9  | 6  | 15 | 59   | 67   | -8     | 33   | 13位 | なし         |
| 2006-07  | プラハ選手権       | 30   | 20 | 6  | 4  | 83   | 33   | +50    | 66   | 2位  | なし         |
| 2007-08  | 2.リガ             | 30   | 9  | 9  | 15 | 36   | 44   | -8     | 33   | 14位 | 3回戦        |
| 2008-09  | 2.リガ             | 30   | 12 | 10 | 8  | 37   | 25   | +12    | 46   | 5位  | 2回戦        |
| 2009-10  | 2.リガ             | 30   | 12 | 8  | 10 | 45   | 41   | +4     | 44   | 6位  | 3回戦        |
| 2010-11  | 2.リガ             | 30   | 18 | 9  | 3  | 55   | 18   | +37    | 63   | 1位  | 3回戦        |
| 2011-12  | ガンブリヌス・リガ | 30   | 11 | 9  | 10 | 42   | 35   | +7     | 42   | 6位  | 4回戦        |
| 2012-13  | ガンブリヌス・リガ | 30   | 11 | 13 | 6  | 48   | 37   | +11    | 46   | 6位  | 4回戦        |

## 現所属メンバー
2017年9月18日現在
注：選手の国籍表記はFIFAの定めた代表資格ルールに基づく。
| No. | Pos. |                          | 選手名                         |
| --- | ---- | ------------------------ | ------------------------------ |
| 1   | GK   | チェコ                   | フィリップ・ラダ (第2主将)     |
| 3   | FW   | チェコ                   | シュチェパーン・コレシュ       |
| 4   | MF   | チェコ                   | オンドジェイ・ブレイハ         |
| 5   | MF   | チェコ                   | マレク・ハノウセク (主将)      |
| 8   | FW   | チェコ                   | パトリク・ブランドネル         |
| 9   | FW   | チェコ                   | ヤン・ホレンダ                 |
| 10  | MF   | スロバキア               | フレデリク・ビロフスキー       |
| 11  | MF   | ボスニア・ヘルツェゴビナ | ジネディン・ムステダナギッチ   |
| 14  | DF   | セルビア                 | イヴァン・オストイッチ         |
| 15  | MF   | チェコ                   | ダニエル・テトウル             |
| 16  | MF   | スロバキア               | Róbert Kovaľ                   |
| 19  | MF   | チェコ                   | ルカーシュ・ホリーク           |
| 20  | DF   | スロバキア               | ブラニスラヴ・ミロシェヴィッチ |
| 22  | DF   | チェコ                   | マリオ・ホレク                 |

| No. | Pos. |              | 選手名                     |
| --- | ---- | ------------ | -------------------------- |
| 23  | FW   | モンテネグロ | ウロシュ・ジュラノヴィッチ |
| 25  | DF   | チェコ       | ミハル・ベズパレツ         |
| 26  | FW   | スロバキア   | イヴァン・シュランツ       |
| 27  | DF   | チェコ       | ドミニク・プレイスレル     |
| 28  | FW   | チェコ       | アダム・フルチェク         |
| 29  | GK   | スロバキア   | マトゥーシュ・フルシュカ   |
| 30  | GK   | チェコ       | Patrik Czehowsky           |
| 33  | DF   | チェコ       | オンドジェイ・クシュニール |
| 39  | DF   | チェコ       | ヤクブ・ポダニー           |
| 52  | DF   | チェコ       | マルチン・イラーネク       |
| -   | MF   | スロバキア   | サムエル・ダンツァーク     |
| -   | DF   | チェコ       | ダヴィド・ドウジェラ       |
| -   | MF   | チェコ       | ダニエル・コゼル           |
| -   | DF   | チェコ       | ダヴィド・シメク           |

## 歴代監督
- ヨゼフ・マソプスト 1973-1975
- ラディスラフ・ノヴァーク 1980-1985
- イヴォ・ヴィクトル 1990-1991
- ヤン・ベルゲル 2005

## 歴代所属選手
- スヴァトプルク・プルスカル 1951-1966
- ヨゼフ・マソプスト 1952-1968
- ラディスラフ・ノヴァーク 1952-1966
- ヨゼフ・アダメツ 1961-1963
- イヴォ・ヴィクトル 1963-1977
- ミロスラフ・ガジュセク 1970-1981
- ズデニェク・ネホダ 1971-1983
- ラディスラフ・ヴィーゼク 1975-1986
- ヨゼフ・バルモシュ 1978-1979
- ヤン・ベルゲル 1978-1980
- ミラン・ルホビー 1984-1990
- パベル・ネドベド 1991-1992
- マレク・ハインツ 2003
- ヤロスラフ・シルハヴィー 2016